# Temelucha corsicator
Temelucha corsicator är en stekelart som beskrevs av Aubert 1961. Temelucha corsicator ingår i släktet Temelucha och familjen brokparasitsteklar. Inga underarter finns listade i Catalogue of Life.